# Infrastructure hydrogène
Les infrastructures hydrogène sont les infrastructures de transport par pipeline de l'hydrogène, les points de production d'hydrogène et les stations à hydrogène (parfois regroupées comme une autoroute de l'hydrogène) pour la distribution ainsi que la vente de carburant hydrogène, et donc une condition préalable cruciale avant une commercialisation réussie de technologie de la pile à combustible automobile.

## Réseau

### Autoroutes à hydrogène
Une autoroute à hydrogène est une chaîne de stations-service équipées d'hydrogène et d'autres infrastructures le long d'une route ou d'une autoroute qui permettent aux véhicules à hydrogène de circuler.

### Stations à hydrogène
Les stations d'hydrogène qui ne sont pas situées à proximité d'un pipeline d'hydrogène sont alimentées via des réservoirs d'hydrogène, des remorques de tubes d'hydrogène comprimé, des remorques à hydrogène liquide, des camions-citernes à hydrogène liquide ou une production dédiée sur site. Certaines firmes comme ITM Power proposent également des solutions pour une auto-production d'hydrogène (à utiliser dans la voiture) à la maison. Des activités soutenues par le gouvernement pour étendre une infrastructure de carburant hydrogène sont en cours dans les États américains de Californie et de Washington[réf. non conforme], dans certains États membres de l'Union européenne (notamment en Allemagne) et en particulier au Japon.

### Hydrogénoduc
Le transport par pipeline d'hydrogène est un transport d'hydrogène à travers un tuyau dans le cadre de l'infrastructure d'hydrogène. Le transport par pipeline d'hydrogène est utilisé pour relier le point de production ou de livraison d'hydrogène au point de demande, les coûts de transport par pipeline sont similaires à ceux du GNC, la technologie est éprouvée, cependant, la majeure partie de l'hydrogène est produite sur le lieu de la demande. En 2004, il y avait environ 1 450 km de canalisations d'hydrogène à basse pression aux États-Unis et environ 1 500 km en Europe.

### Tampon pour les énergies renouvelables
Le National Renewable Energy Laboratory estime que les comtés américains ont le potentiel de produire plus d'hydrogène renouvelable pour les véhicules à pile à combustible que l'essence qu'ils consommaient en 2002.
En tant que tampon énergétique, l'hydrogène produit par électrolyse de l'eau et en combinaison avec le stockage souterrain de l'hydrogène ou d'autres technologies de stockage à grande échelle, pourrait jouer un rôle important pour l'introduction de sources d'énergie renouvelables fluctuantes comme l'éolien ou l'énergie solaire.

### Usines de production d'hydrogène
La méthode la plus courante de production d'hydrogène est le reformage à la vapeur, qui représente près de 50 % de la production mondiale d'hydrogène. Des méthodes telles que l'électrolyse de l'eau sont également utilisées. La plus grande installation au monde de production d'hydrogène électrolytique serait le Fukushima Hydrogen Energy Research Field, une unité de production d'hydrogène de classe 10 MW, inaugurée le 7 mars 2020, à Namie, préfecture de Fukushima. Le site occupe 180 000 mètres carrés de terrain, dont une grande partie est occupée par un panneau solaire ; mais l'énergie du réseau est également utilisée pour effectuer l'électrolyse de l'eau afin de produire de l'hydrogène.

## Sources et références
1. ↑  « Hydrogen infrastructure project launches in USA », 14 mai 2013.
2. ↑  Ulrich Eberle, Bernd Mueller et Rittmar von Helmolt, « Fuel cell electric vehicles and hydrogen infrastructure: Status 2012 »  [PDF], sur researchgate.net, juillet 2012 (consulté le 21 juillet 2022).
3. ↑  Running on home-brewed hydrogen
4. ↑  https://supercarblondie.com/washington-hydrogen-pump-station-nine-times-cheaper-than-california/
5. 1 2  Eberle, Mueller et von Helmolt, « Fuel cell electric vehicles and hydrogen infrastructure: status 2012 », Energy & Environmental Science (consulté le 23 décembre 2014).
6. ↑  DOE Hydrogen Pipeline Working Group Workshop
7. ↑  Milibrand, A. and Mann, M. “Potential for Hydrogen Production from Key Renewable Resources in the United States”. “National Renewable Energy Laboratory”, February 2007. Retrieved 2 August 2011.
8. ↑  (en) Dincer et Acar, « Review and evaluation of hydrogen production methods for better sustainability », International Journal of Hydrogen Energy, vol. 40, no 34,‎ 2015, p. 11096 (ISSN 0360-3199, DOI 10.1016/j.ijhydene.2014.12.035, lire en ligne)
9. 1 2  « The world´s largest-class hydrogen production, Fukushima Hydrogen Energy Research Field (FH2R) now is completed at Namie town in Fukushima. », Toshiba Energy Press Releases, Toshiba Energy Systems and Solutions Corporations, 7 mars 2020 (consulté le 1er avril 2020).
10. ↑  « Opening Ceremony of Fukushima Hydrogen Energy Research Field (FH2R) Held with Prime Minister Abe and METI Minister Kajiyama »(Archive.org • Wikiwix • Archive.is • Google • Que faire ?), METI News Releases, Ministry of Economy, Trade and Industry, 9 mars 2020 (consulté le 1er avril 2020).